# Cléry-sur-Somme
Pour les articles homonymes, voir Cléry.
Cléry-sur-Somme est une commune française située dans le département de la Somme, en région Hauts-de-France.

## Géographie

### Localisation

#### Communes limitrophes

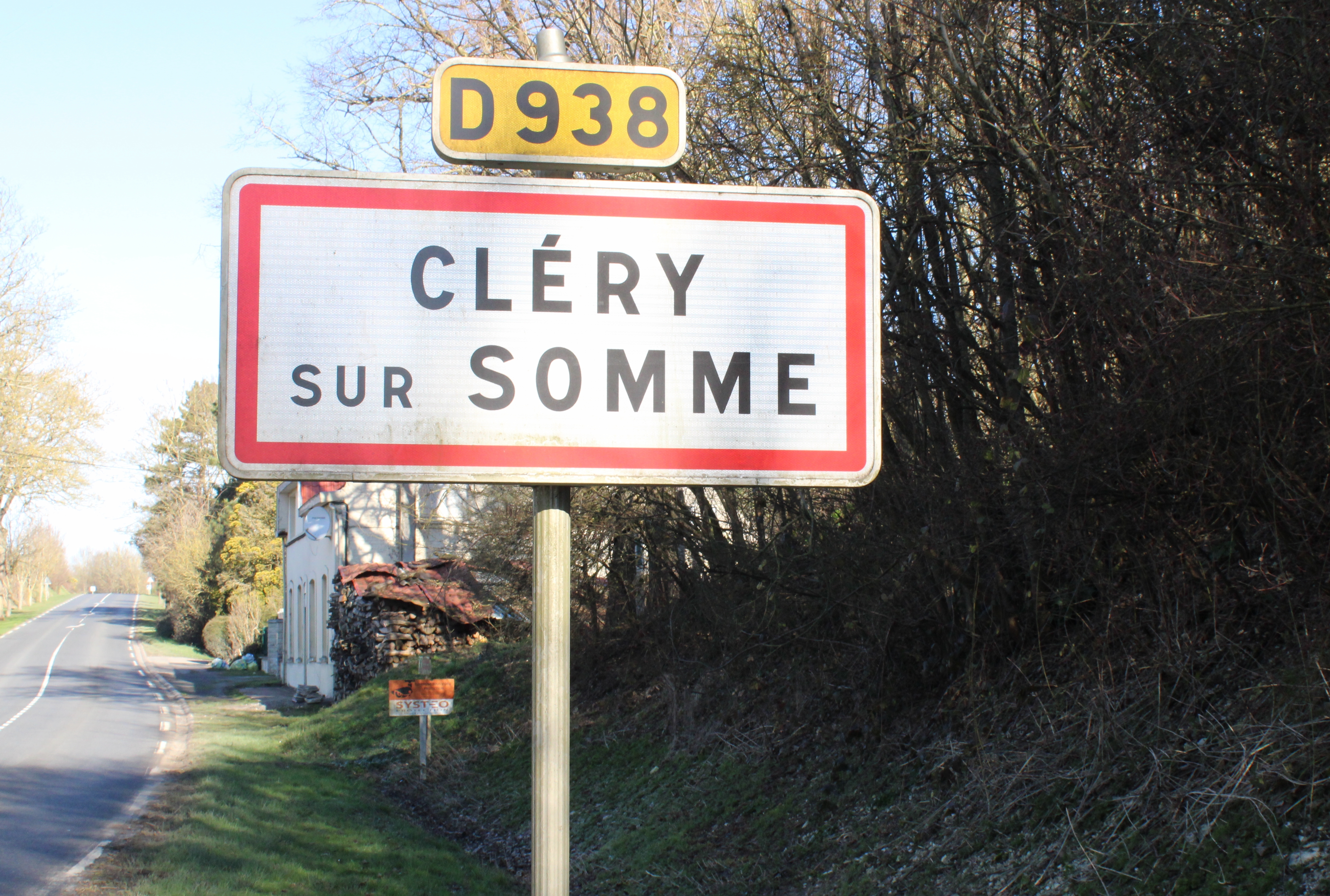
Entrée du village.

| Maurepas   | Rancourt             | Bouchavesnes-Bergen |
| Hem-Monacu | Cléry-sur-Somme      | Allaines            |
| Feuillères | Biaches et Flaucourt | Péronne             |

### Nature du sol et du sous-sol
Le sol et le sous-sol de la commune sont de formation secondaire, tertiaire et quaternaire. Le sol des vallées est formé d'alluvions, celui des pentes et coteaux de marnes. 1/5e des terrains sont siliceux recouvrant une couche calcaire. Des terrains bas longeant la vallée de la Somme sont argileux, d'autres sont humifères ou tourbeux. Les parties hautes sont parfois composées d'argile glaiseuse recouvrant un banc important de silex.

### Relief, paysage, végétation
Le paysage dominant de la commune est celui de la vallée de la Somme et de la vallée de la Tortille. Il existe d'autres vallées sèches de moindre importance. Le point culminant de la commune est à 100 m d'altitude.
Le belvédère de Vaux situé à proximité de cette bourgade domine les étangs de la Haute Somme. Les villages nichés à leur bordure sont réputés et appréciés des pêcheurs d'anguilles.

### Hydrographie

#### Réseau hydrographique
La commune est située dans le bassin Artois-Picardie. Elle est drainée par la rivière Somme , la Somme canalisée, la Tortille, le canal du Nord, la Source de Clery, le Château Gonnet, le fleuve la Somme et divers autres petits cours d'eau.
| (texte à fusionner) Le territoire de la commune est traversé par la Somme et par son affluent de la rive droite, la Tortille donnant naissance à des étangs. Il existe, en outre des nappes d'eau souterraines. |

La Somme est un fleuve du nord de la France, en région Hauts-de-France, qui traverse les deux départements de l'Aisne et de la Somme. Il prend sa source dans la commune de Fonsomme et se jette  dans la Manche par la baie de Somme entre Le Crotoy et Saint-Valery-sur-Somme. Les caractéristiques hydrologiques de la Somme sont données par la station hydrologique située sur la commune. Le débit moyen mensuel est de 6,5 m3/s. Le débit moyen journalier maximum est de 20 m3/s, atteint lors de la crue du 9 mars 2024. Le débit instantané maximal est quant à lui de 20,2 m3/s, atteint le même jour.
Le canal de la Somme, construit entre 1770 et 1827, et mis au gabarit Freycinet en 1880, est long 170 km. Il débute à Saint-Simon où il touche au canal de Saint-Quentin et débouche dans la baie de Somme.
La Tortille, d'une longueur de 16 km, prend sa source dans la commune de Étinehem-Méricourt et se jette  dans la Somme à Biaches, après avoir traversé six communes.

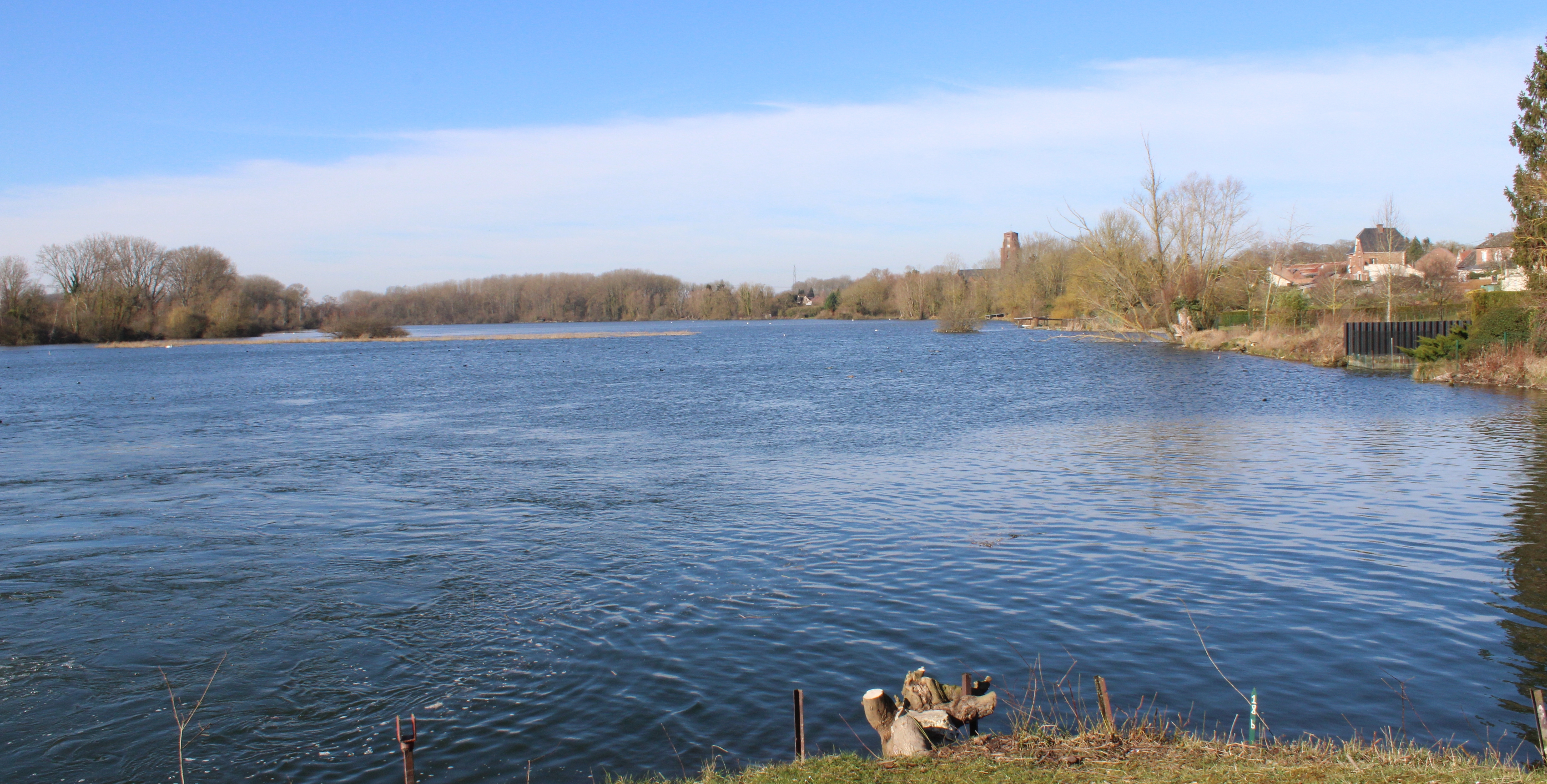
Entouré de verdure, le village, depuis les étangs de la Somme.
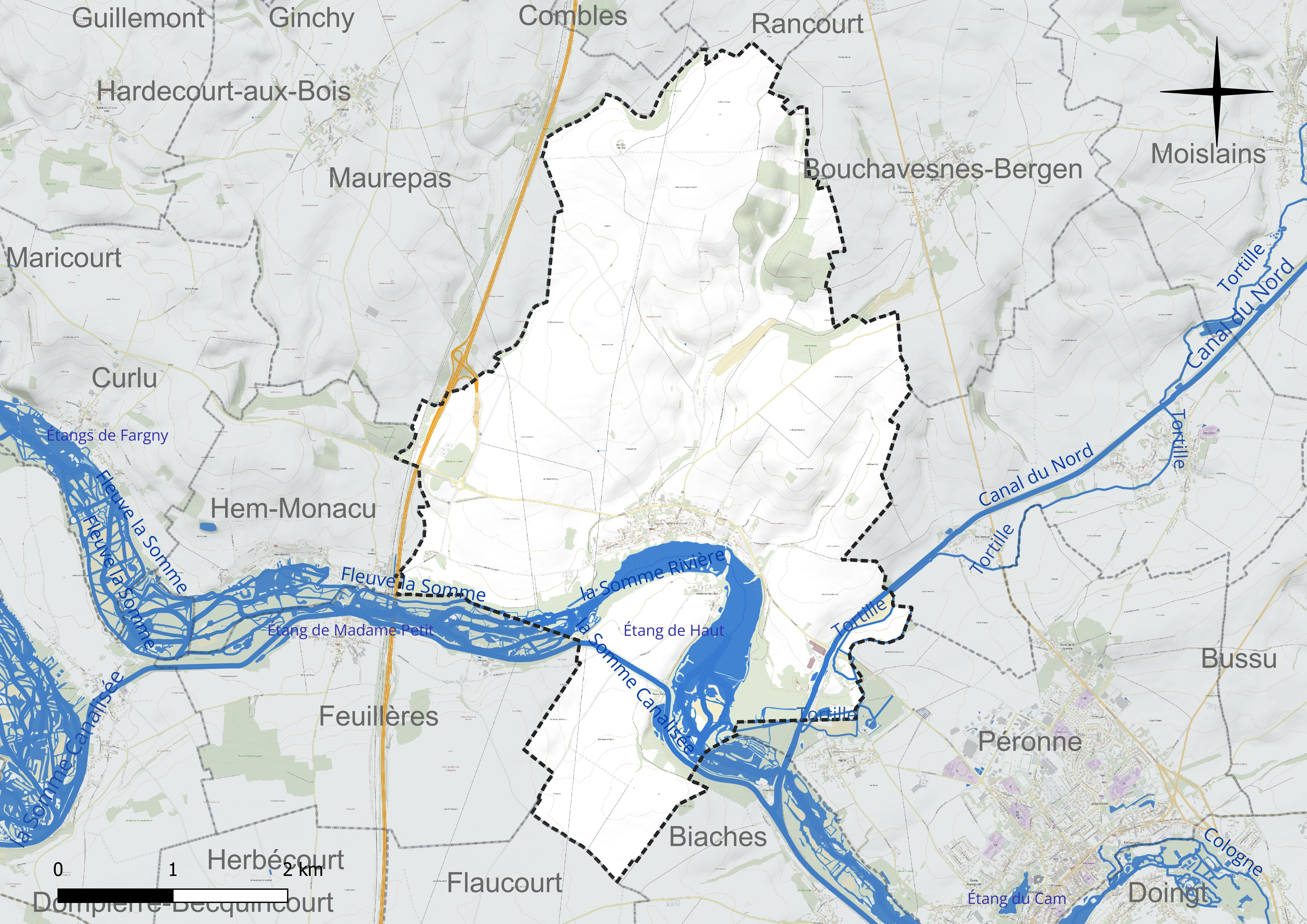
Réseau hydrographique de Cléry-sur-Somme.

Un plan d'eau complète le réseau hydrographique : l'étang de Haut (46,1 ha),.

#### Gestion et qualité des eaux
Le territoire communal est couvert par le schéma d'aménagement et de gestion des eaux (SAGE) « Haute Somme ». Ce document de planification concerne un territoire de 1 798 km2 de superficie, délimité par le bassin versant de la Haute Somme est constitué d'un réseau hydrographique complexe de cours d'eau, de marais, d'étangs et de canaux. Le périmètre a été arrêté le 21 avril 2006 et le SAGE proprement dit a été approuvé le 15 juin 2017. La structure porteuse de l'élaboration et de la mise en œuvre est le syndicat mixte d'aménagement hydraulique du bassin versant de la Somme (AMEVA).
La qualité des cours d'eau peut être consultée sur un site dédié géré par les agences de l'eau et l'Agence française pour la biodiversité.

### Climat
Pour des articles plus généraux, voir Climat des Hauts-de-France et Climat de la Somme.
En 2010, le climat de la commune est de type climat océanique dégradé des plaines du Centre et du Nord, selon une étude du CNRS s'appuyant sur une série de données couvrant la période 1971-2000. En 2020, Météo-France publie une typologie des climats de la France métropolitaine dans laquelle la commune est exposée à un climat océanique et est dans la région climatique Nord-est du bassin Parisien, caractérisée par un ensoleillement médiocre, une pluviométrie moyenne régulièrement répartie au cours de l'année et un hiver froid (3 °C).
Pour la période 1971-2000, la température annuelle moyenne est de 10,4 °C, avec une amplitude thermique annuelle de 14,8 °C. Le cumul annuel moyen de précipitations est de 745 mm, avec 12,2 jours de précipitations en janvier et 8,9 jours en juillet. Pour la période 1991-2020, la température moyenne annuelle observée sur la station météorologique la plus proche, située sur la commune d'Estrées-Mons à 12 km à vol d'oiseau, est de 11,0 °C et le cumul annuel moyen de précipitations est de 647,5 mm,. Pour l'avenir, les paramètres climatiques de la commune estimés pour 2050 selon différents scénarios d'émission de gaz à effet de serre sont consultables sur un site dédié publié par Météo-France en novembre 2022.

## Urbanisme

### Typologie
Au 1er janvier 2024, Cléry-sur-Somme est catégorisée commune rurale à habitat dispersé, selon la nouvelle grille communale de densité à sept niveaux définie par l'Insee en 2022.
Elle est située hors unité urbaine. Par ailleurs la commune fait partie de l'aire d'attraction de Péronne, dont elle est une commune de la couronne,. Cette aire, qui regroupe 52 communes, est catégorisée dans les aires de moins de 50 000 habitants,.

### Occupation des sols
L'occupation des sols de la commune, telle qu'elle ressort de la base de données européenne d'occupation biophysique des sols Corine Land Cover (CLC), est marquée par l'importance des territoires agricoles (82,9 % en 2018), une proportion sensiblement équivalente à celle de 1990 (83,5 %). La répartition détaillée en 2018 est la suivante : 
terres arables (80 %), forêts (7,3 %), eaux continentales (4,6 %), zones urbanisées (2,6 %), prairies (1,9 %), zones humides intérieures (1,9 %), zones agricoles hétérogènes (1,1 %), zones industrielles ou commerciales et réseaux de communication (0,7 %). L'évolution de l'occupation des sols de la commune et de ses infrastructures peut être observée sur les différentes représentations cartographiques du territoire : la carte de Cassini (XVIIIe siècle), la carte d'état-major (1820-1866) et les cartes ou photos aériennes de l'IGN pour la période actuelle (1950 à aujourd'hui).

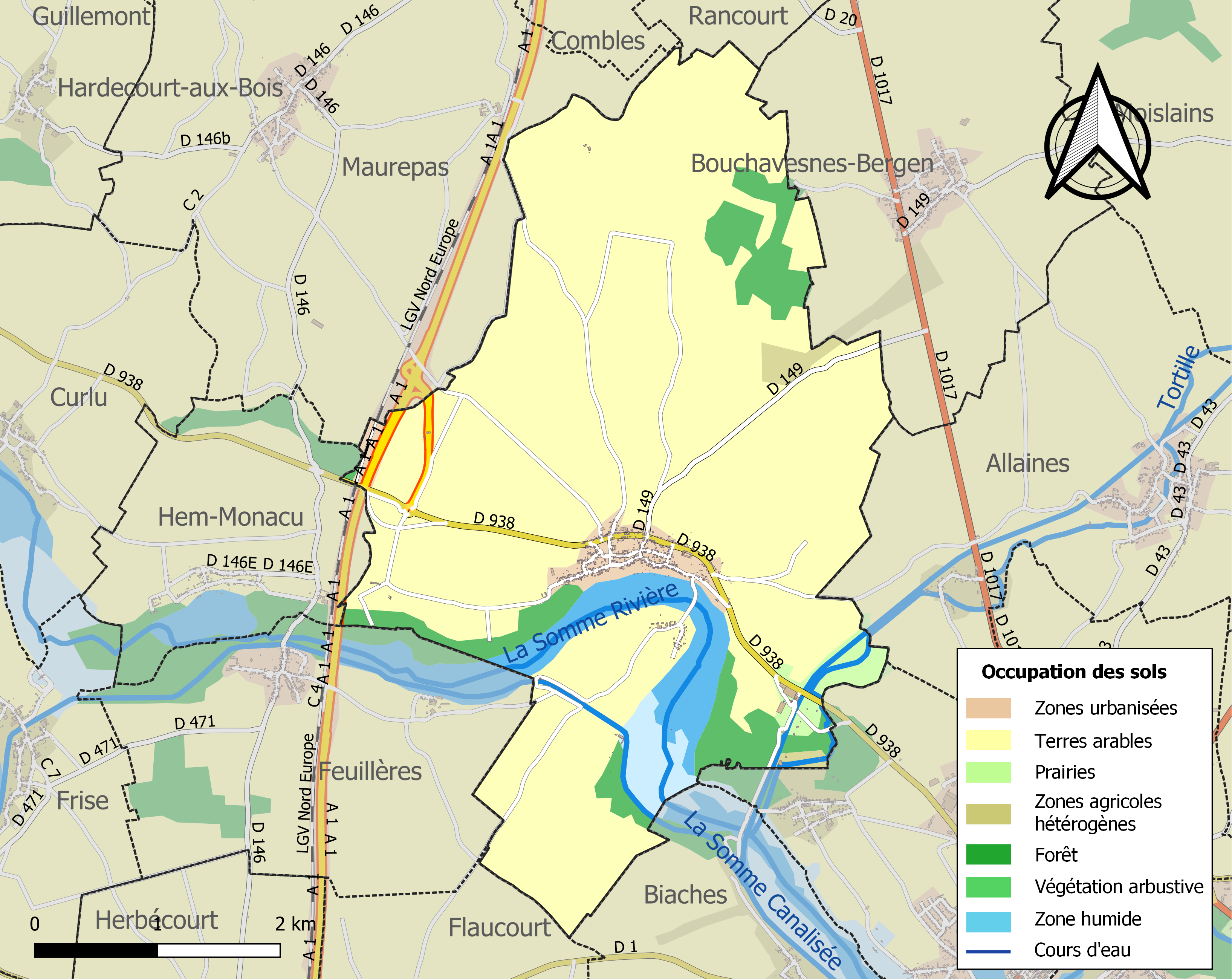
Carte des infrastructures et de l'occupation des sols de la commune en 2018 (CLC).

### Habitat
L'agglomération s'étend entre la route départementale 938 et la Somme.

### Voies de communication et transports
La route départementale 938 reliant Albert à Péronne traverse le territoire communal. A l'ouest du territoire de la commune est située le carrefour menant à l'entrée-sortie de l'autoroute A 1 :  13.1 Péronne-nord (Albert - Péronne).

#### Voies de communication et transports
La localité est desservie par les autocars du réseau inter-urbain Trans'80, Hauts-de-France (ligne no 46, Péronne - Cléry-sur-Somme - Albert et ligne no 54, Lesbœufs - Péronne), sauf le dimanche et les jours fériés.

## Toponymie

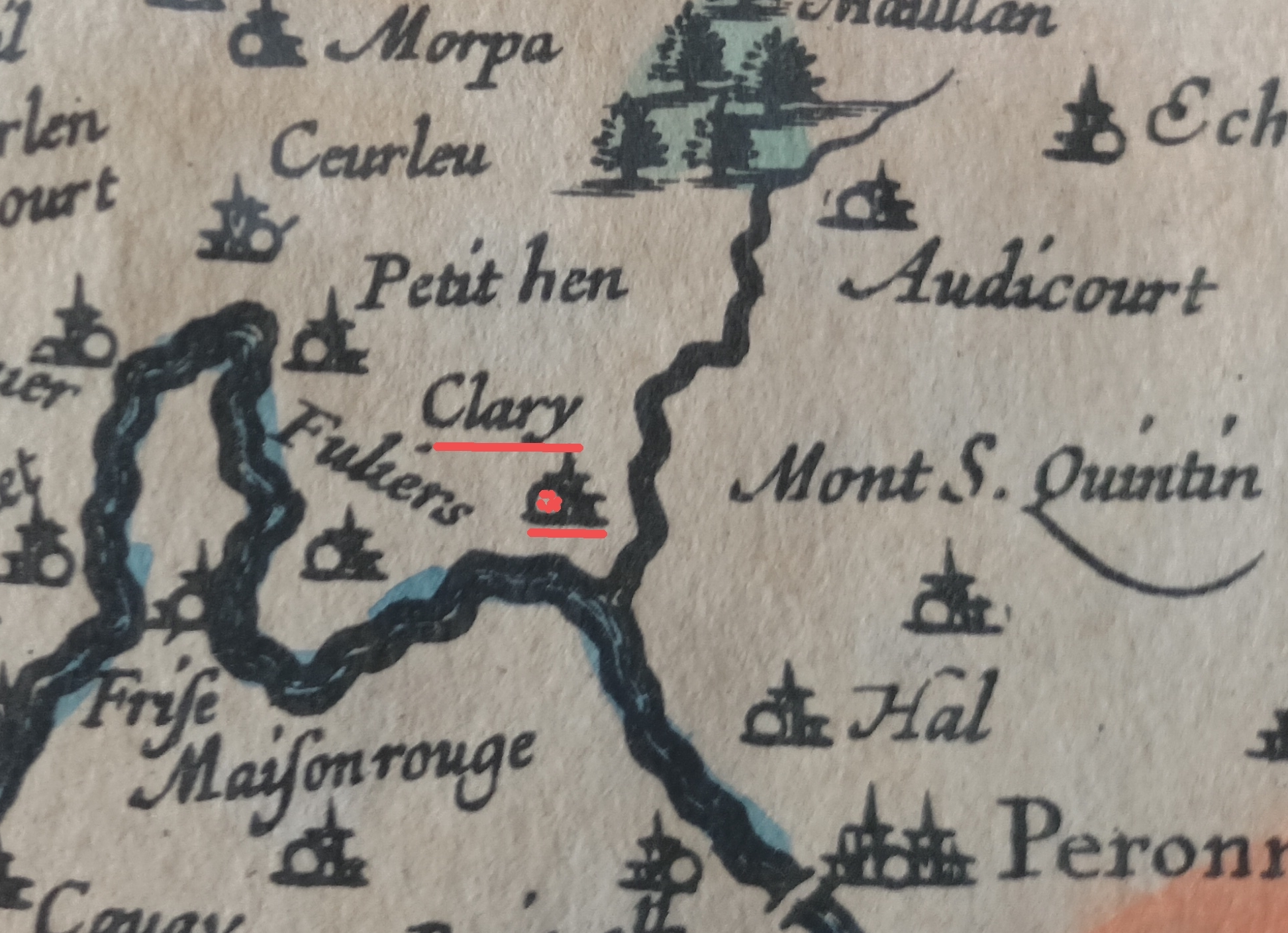
Sur une carte de la Picardie de 1620, Cléry-sur-Somme se nommait Clary.

Clastris est cité en 944 par Flodoard, Had. de Valois. Puis, Clairy, en 1090, dans Ann. de saint-Bertin. En 1147, le pape Eugène III mentionne Clary. Raoul de Vermandois utilise la forme latinisée Clariacum. En 1152, Robert, évêque d'Amiens écrit Clary. Le chroniqueur Robert de Clari (~1170-1216+) écrit Clari. Jean de Cléry cite Clery en 1497 dans les archives du chapitre.
La Somme est un fleuve du nord de la France, en région Hauts-de-France, qui traverse les deux départements de l'Aisne et de la Somme. Il donne son nom à ce dernier.

## Histoire

### Antiquité
Le site de Cléry a été occupé dès la période romaine. Des fouilles archéologiques effectuées en 1863 ont permis de mettre au jour des vases de Samos et une sépulture avec scramasaxes, fers de lance, flèches, francisques, houes, fibules, boucles... D'autres effectuées en 1874, ont permis de mettre au jour des pièces de monnaie romaines à l'effigie de Constantin et de Constance.
En 2009, ont été mis au jour des vestiges d'une exploitation agricole gallo-romaine. Une sépulture en coffre, des Ier et IIe siècles a été elle aussi mise au jour. Elle contenait des vases en terre cuite, un miroir argenté et deux monnaies de bronze.

### Moyen Âge
- Il existait dès le Xe siècle des seigneurs de Cléry.
- En 1346, l'un d'eux mourut à la bataille de Crécy.
- En 1472, le château de Cléry subit le siège de Charles le Téméraire.
- En 1481, Guillaume de Biche, seigneur de Cléry, devint gouverneur de Péronne[1].

### Époque moderne
- En 1613, la seigneurie de Cléry fut transformée en comté pour Charles de Créquy.
- En 1636, lors de la guerre de Trente Ans, Jean de Werth échoua à prendre le château de Cléry.
- En 1659, Louis XIV donna l'ordre de détruire le château de Nul s'y frotte[1].

### Époque contemporaine
- À la Révolution française, les biens du seigneur de Cléry furent vendus comme bien national[1].
- Pendant la guerre de 1870, Cléry eut à subir les rigueurs de l'occupation prussienne, le beau-père du maire, monsieur Legrand, fut assassiné par les Prussiens.
- À la fin du XIXe siècle, on construisit une ligne de chemin de fer économique d'Albert à Péronne qui traversait les ruines du château de Cléry[1].
- Le groupe scolaire comprenait en 1905, à l'ouest, l'école de garçons avec un logement et à l'est l'école de filles avec également un logement. Il s'agissait du projet réalisé en 1868 par l'architecte de l'arrondissement J. Robbe.

#### Première Guerre mondiale
- Le 24 août 1916 : attaque vers la commune, le 42e régiment d'infanterie perd 600 soldats[26].
- Le 2 septembre 1916 : les 64e et 68e bataillons d'infanterie française reprennent le village aux troupes allemandes[27].

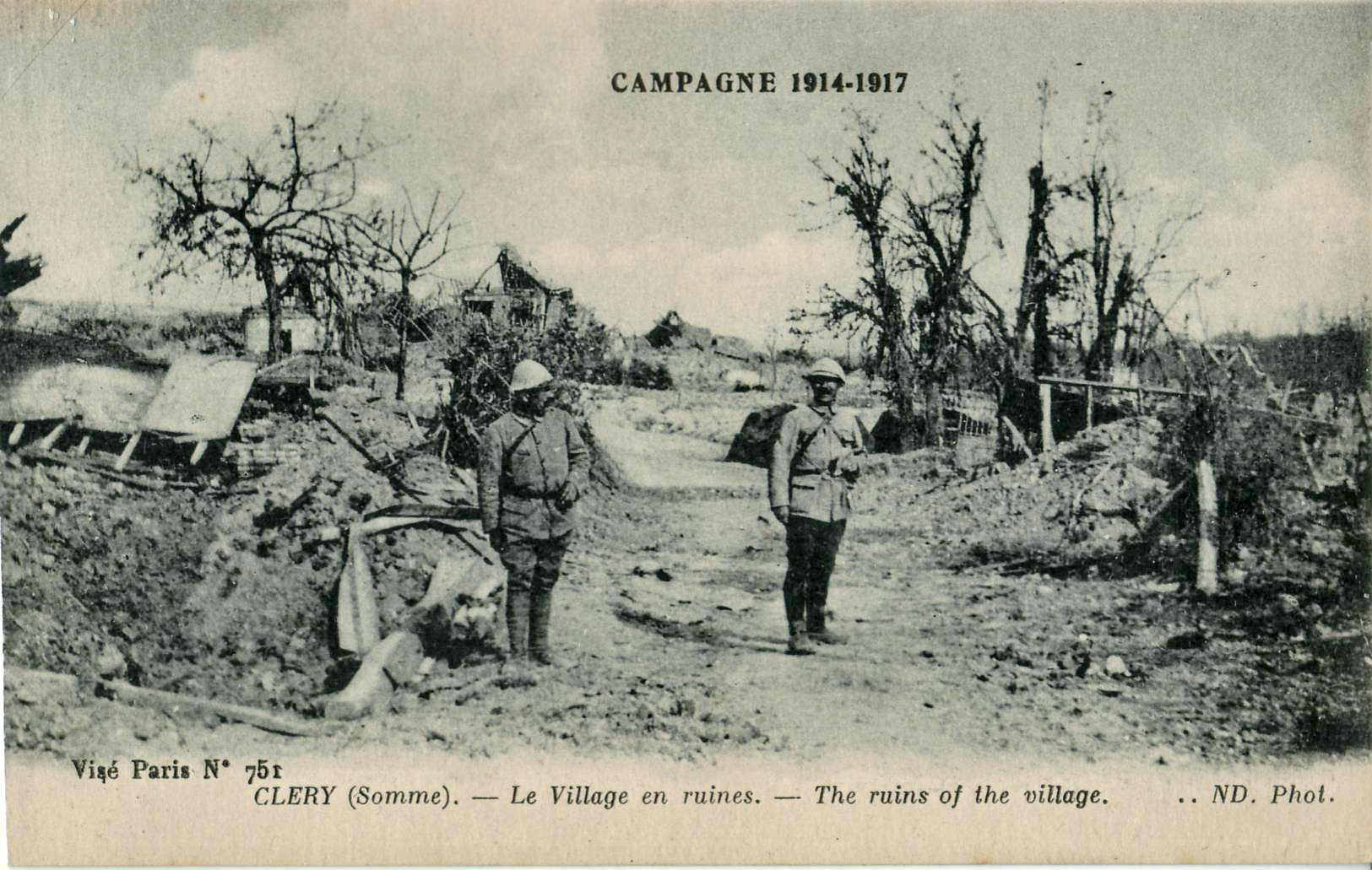
Le village de Cléry-sur-Somme, dévasté pendant la Première Guerre mondiale

#### Entre-deux-guerres
L'ensemble mairie-école bénéficia d'une reconstruction prioritaire grâce à l'action généreuse d'un mécène, Maurice Fenaille. Ce raffineur de pétrole parisien, dont le fils Pierre Fenaille réchappe miraculeusement à un fait d'armes en avion au-dessus de Cléry le 4 septembre 1916, prit une grande partie de la reconstruction de Cléry à sa charge, en manière d'action de grâce. Dès la fin de la guerre, celui-ci exposa (lettre du 11 avril 1919 à M. Blanc) les aides qu'il comptait apporter à la commune faisant les avances nécessaires pour une réalisation rapide du programme et prenant à sa charge les dépassements.
« Monsieur Fenaille, qui a adopté Cléry, a décidé de faire à la commune toutes les avances nécessaires à l'exécution immédiate des travaux projetés ».
« M. Fenaille possède la main-d'œuvre et les matériaux nécessaires »,
« il veut commencer au plus vite » (22 février 1921).
La reconstruction du groupe scolaire fit l'objet d'un marché : la commune versa à M. Fenaille la totalité de l'indemnité de dommages de guerre accordée afin qu'il puisse réaliser l'ouvrage. La commune accepta les dons de M. Fenaille : avances de 284 088 F en 1922 et de 8 000 F en 1925.
La reconstruction, étudiée par l'architecte parisien, Louis Sorel (dessins août 1919), comprenant écoles, toilettes, mairie et logements d'instituteurs, fut réalisée en 1921-1922 par Icard, Champion et Menier (Paris), l'entreprise de Maurice Fenaille. La réception des travaux eut lieu en septembre 1925. La salle des fêtes fut construite en 1933 par l'entreprise Lecat.

## Politique et administration

### Liste des maires
| Période                                  | Période                   | Identité            | Étiquette | Qualité |
| ---------------------------------------- | ------------------------- | ------------------- | --------- | ------- |
| Les données manquantes sont à compléter. |                           |                     |           |         |
| mars 2001                                | 2008                      | Denys Carpentier    |           |         |
| mars 2008                                | mai 2020                  | Jean-Gérard Daillet |           |         |
| mai 2020                                 | En cours (au 25 mai 2020) | Philippe Coulon     |           |         |

## Population et société

### Démographie
L'évolution du nombre d'habitants est connue à travers les recensements de la population effectués dans la commune depuis 1793. Pour les communes de moins de 10 000 habitants, une enquête de recensement portant sur toute la population est réalisée tous les cinq ans, les populations de référence des années intermédiaires étant quant à elles estimées par interpolation ou extrapolation. Pour la commune, le premier recensement exhaustif entrant dans le cadre du nouveau dispositif a été réalisé en 2004.

En 2022, la commune comptait 515 habitants, en évolution de −7,71 % par rapport à 2016 (Somme : −1,26 %, France hors Mayotte : +2,11 %).
| 1793 | 1800 | 1806 | 1821 | 1831 | 1836 | 1841 | 1846 | 1851 |
| ---- | ---- | ---- | ---- | ---- | ---- | ---- | ---- | ---- |
| 612  | 699  | 730  | 736  | 822  | 830  | 891  | 926  | 936  |

| 1856 | 1861 | 1866 | 1872 | 1876 | 1881 | 1886 | 1891 | 1896 |
| ---- | ---- | ---- | ---- | ---- | ---- | ---- | ---- | ---- |
| 906  | 928  | 947  | 925  | 976  | 876  | 902  | 916  | 950  |

| 1901 | 1906 | 1911 | 1921 | 1926 | 1931 | 1936 | 1946 | 1954 |
| ---- | ---- | ---- | ---- | ---- | ---- | ---- | ---- | ---- |
| 922  | 881  | 840  | 528  | 600  | 567  | 555  | 581  | 541  |

| 1962 | 1968 | 1975 | 1982 | 1990 | 1999 | 2004 | 2006 | 2009 |
| ---- | ---- | ---- | ---- | ---- | ---- | ---- | ---- | ---- |
| 505  | 489  | 493  | 521  | 507  | 514  | 526  | 529  | 536  |

| 2014 | 2019 | 2022 | - | - | - | - | - | - |
| ---- | ---- | ---- | - | - | - | - | - | - |
| 546  | 522  | 515  | - | - | - | - | - | - |

## Économie

### Activités économiques et de services
L'activité économique de la commune reste dominée par l'agriculture.

## Culture locale et patrimoine

### Lieux et monuments
- L'église Saint-Martin. L'église primitive avait été construite entre le XIIIe siècle et le XVe siècle[35].

- Oratoire dédié à la Vierge, route de Péronne, restauré en 1925[35].
- Oratoire Notre-Dame-de-Lourdes, de 1958, en face de l'église[35]. Aussi nommé Vierge de la Roseraie, il est rénové en 2020[36].
- Chapelle Notre-Dame-des-Victoires de 1935, vers Omiécourt[35].
- La Nécropole nationale de Cléry-sur-Somme appelée également « cimetière militaire français du Bois des Ouvrages » a été édifié en 1920. Il est situé sur la route Albert - Péronne, en face de l'autoroute du Nord. Il rassemble 2332 corps dont 1 129 dans des ossuaires. Cette nécropole de près d'un hectare rassemble des tombes de cimetières militaires provisoires de Vaire-sous-Corbie, de Morlancourt, de la ferme de Monacu, du moulin de Fargny et du bois des Berlingots.
- Sculpture monumentale Deux Traits de lumière, d'Albert Hirsch, commande du Conseil général de la Somme qui commémore les trois conflits qui ravagèrent la région aux XIXe et XXe siècles : la Guerre franco-allemande de 1870, la Grande Guerre (1914-1918) et la Seconde Guerre mondiale[37]. Elle est située au rond-point entre la route départementale 938 (route Péronne-Albert) et la sortie 13.1 de l'autoroute A1.

### Galerie

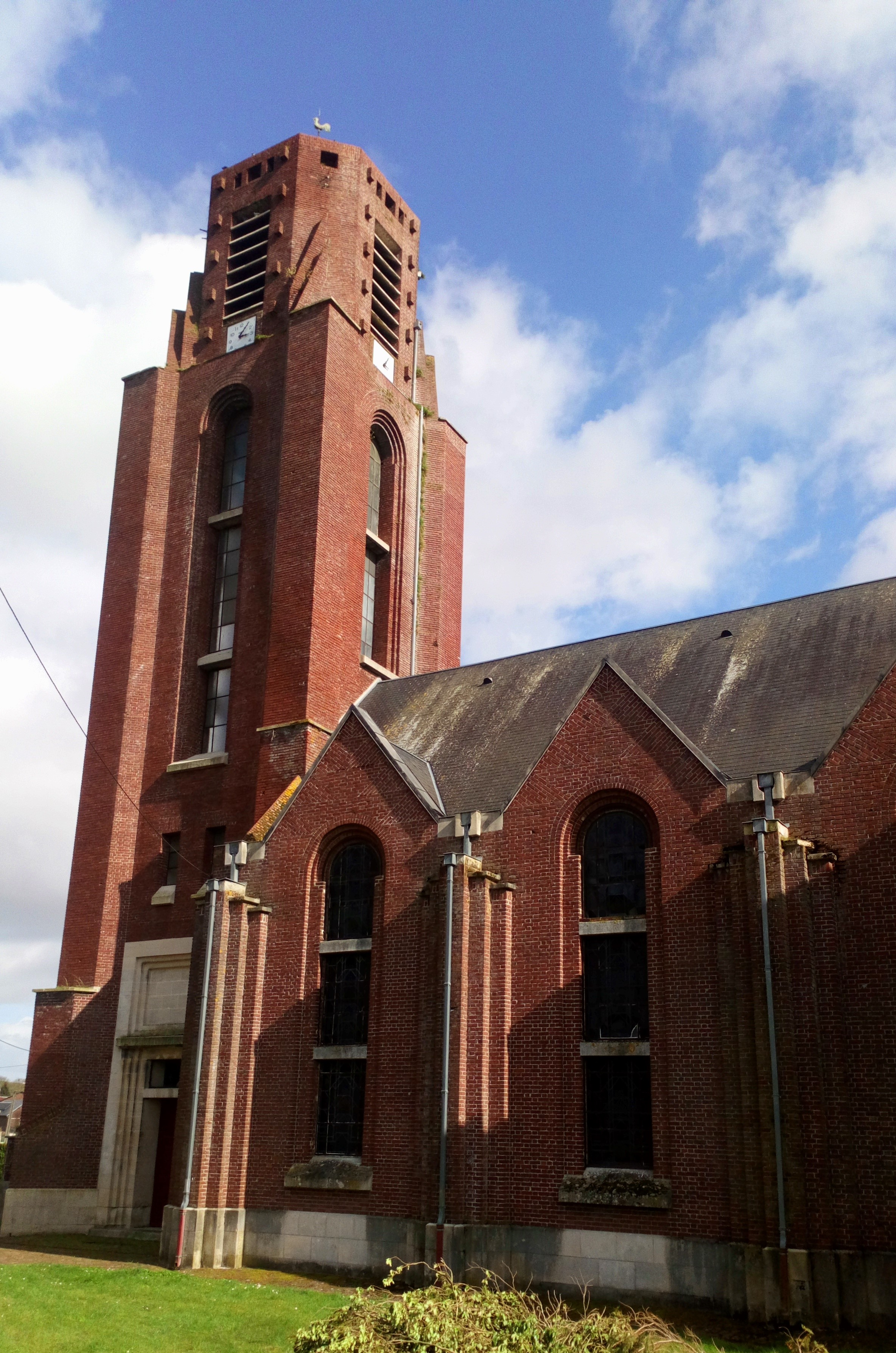
L'église Saint-Martin de Cléry-sur-Somme.
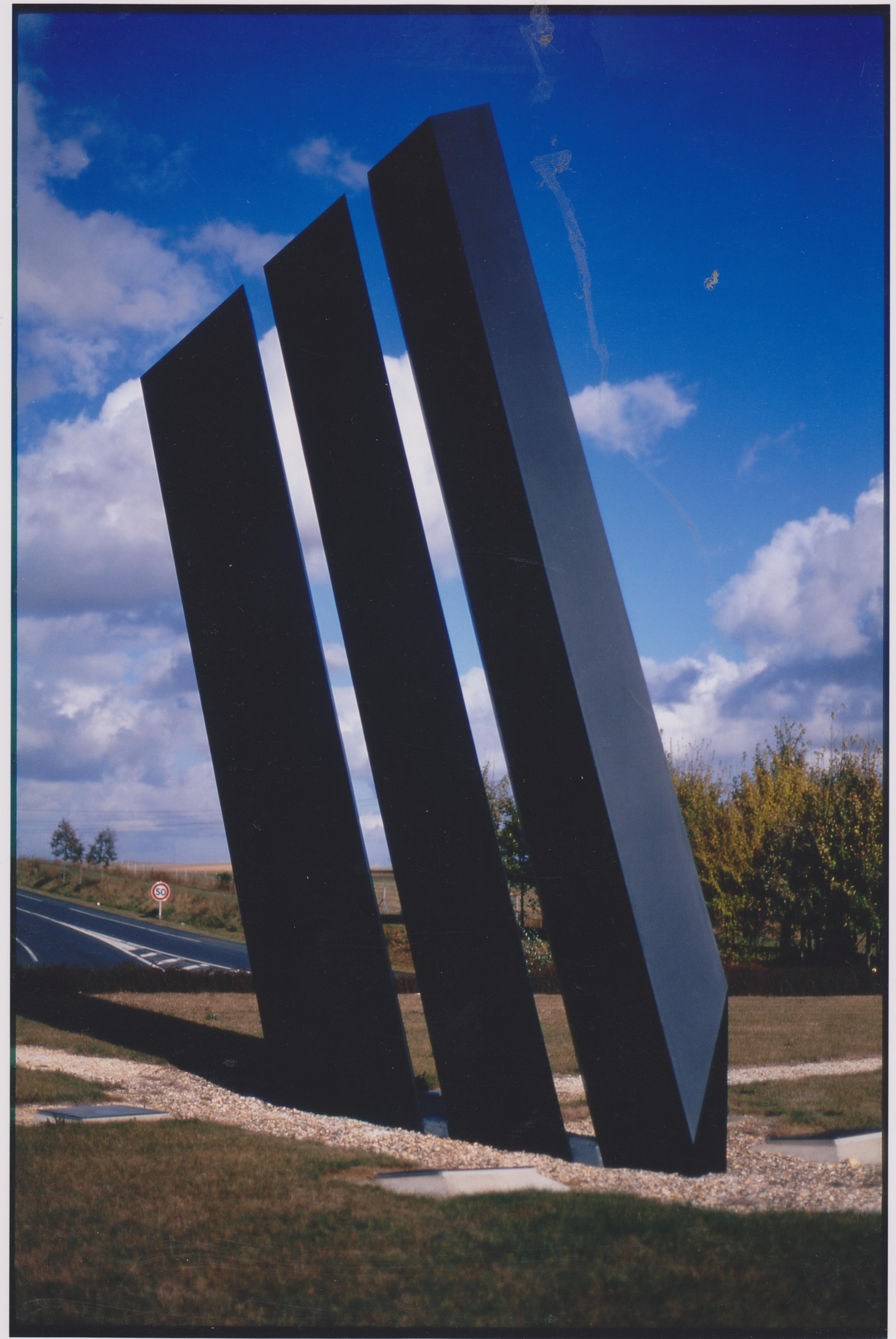
Deux traits de lumière (œuvre d'Albert Hirsch).
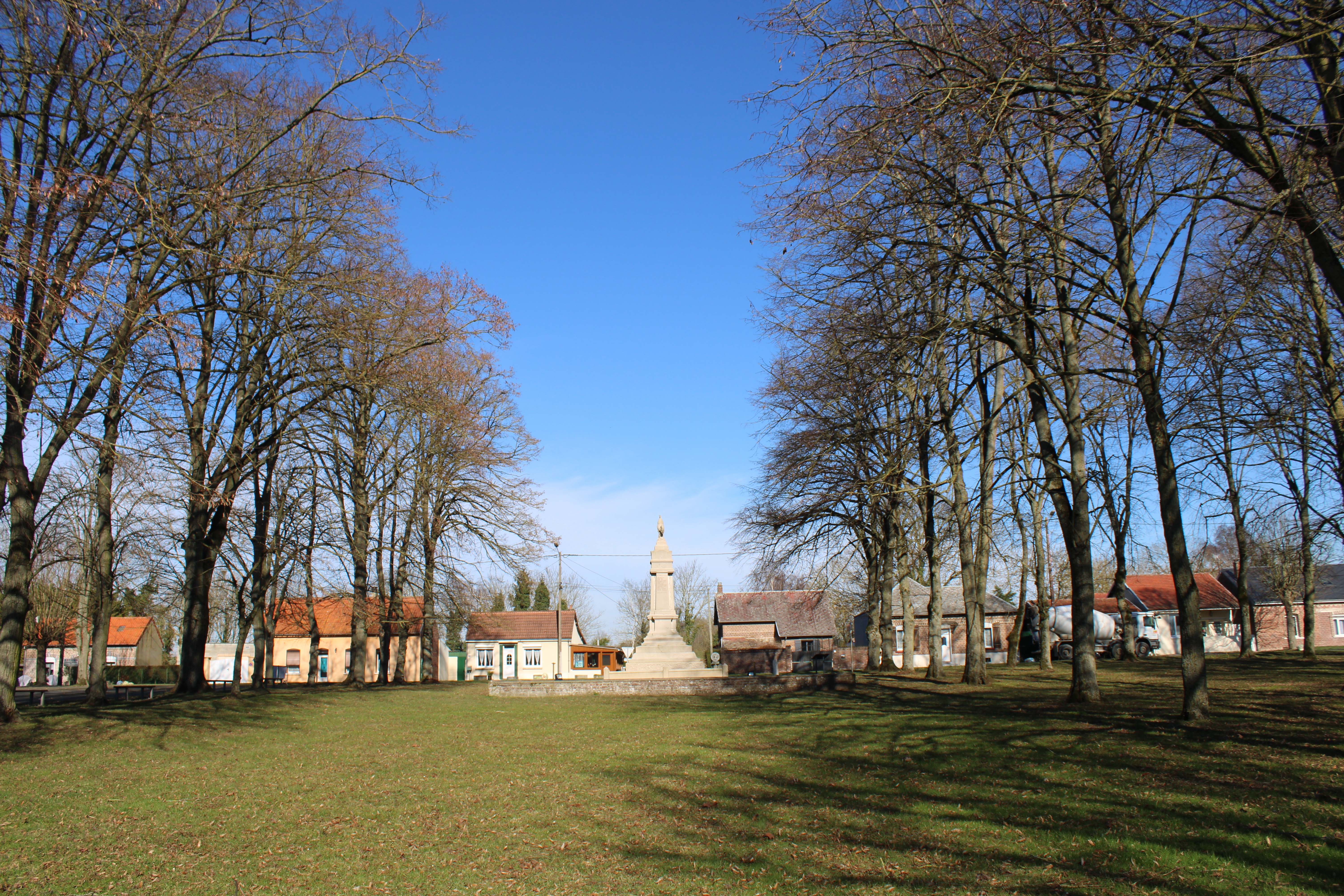
La place du monument.
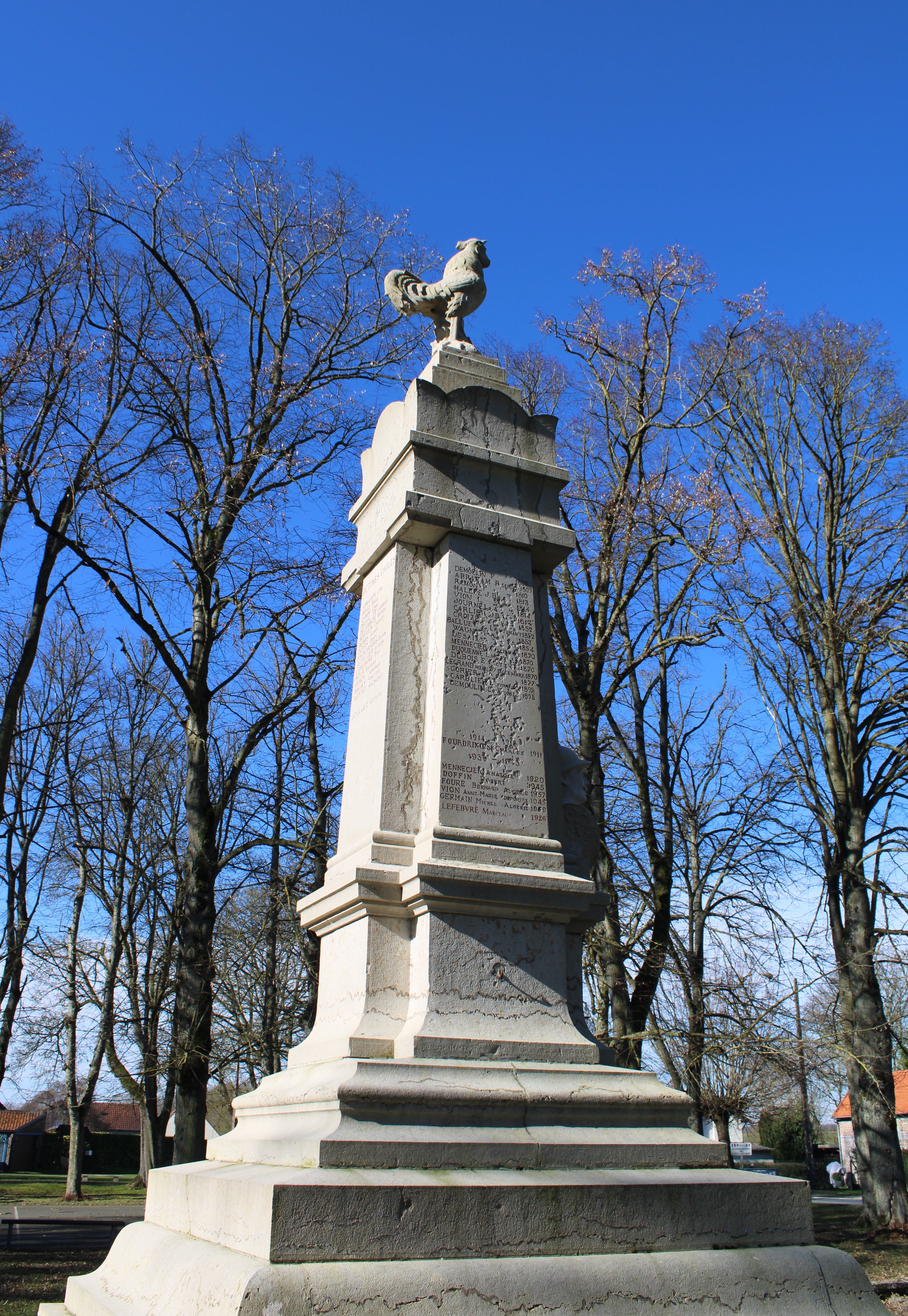
Le monument aux morts surmonté d'un coq.
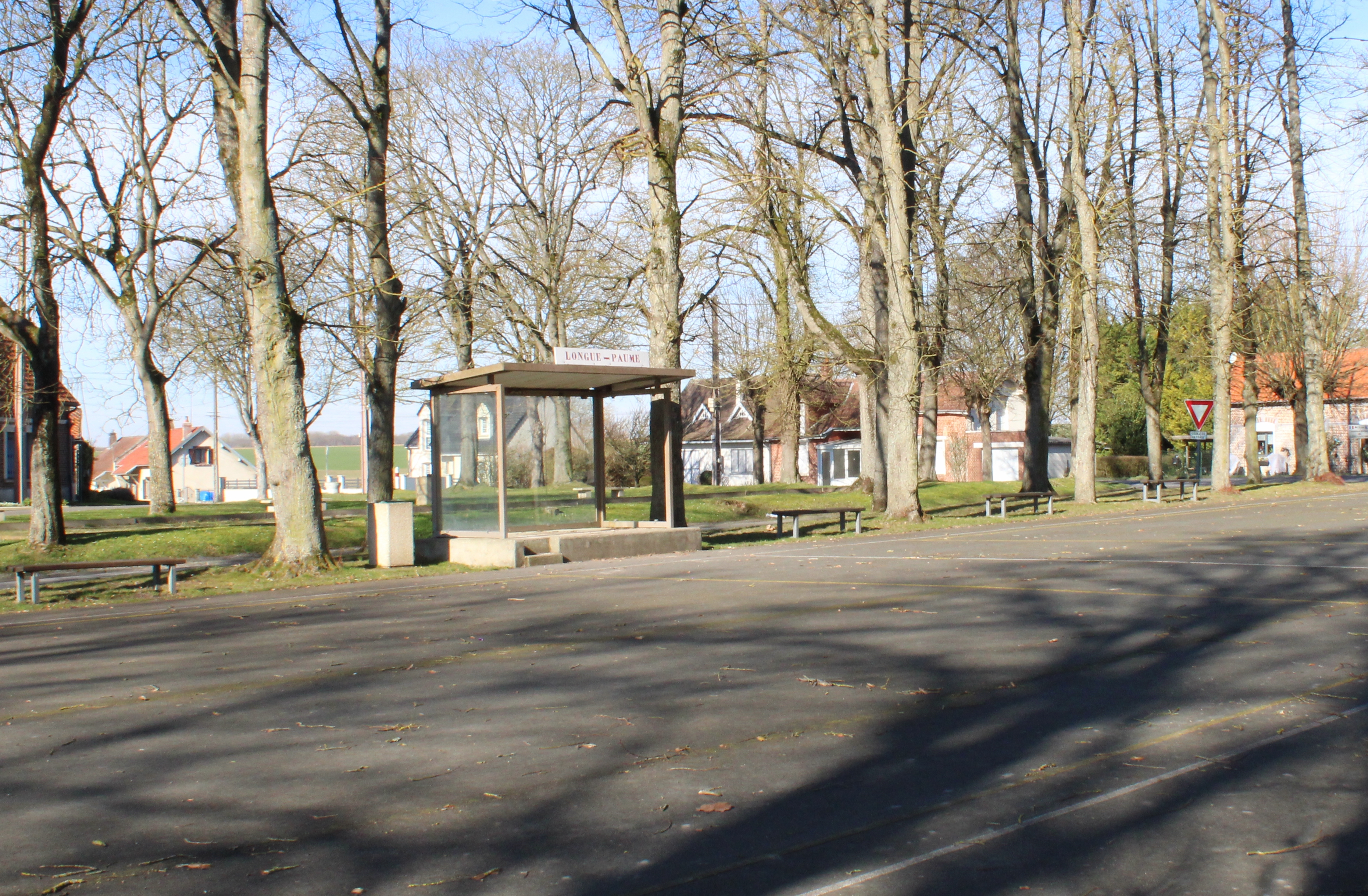
Le terrain de longue paume.

### Patrimoine naturel
- De Cléry débute un circuit pédestre autour des Anguillères qui suit les rives de la Somme et de ses étangs de pêche sur une boucle d'environ 50 km jusqu'à Bray-sur-Somme.
- L'étang de 90 hectares permet d'observer plus de 90 espèces d'oiseaux notamment à partir d'une ancienne hutte de chasse[38].

Avec sa concentration d'oiseaux et la présence d'un observatoire, il est surnommé «Le petit Marquenterre». Du cygne en passant par la sterne pierregarain, la sarcelle d'été, le canard souchet tout comme le tadorne de Belon qui s'y reproduit, les espèces prennent place au fil des saisons.

### Héraldique
| Blason de Cléry-sur-Somme | Blason  | D'argent au créquier de sable.                   |
| Blason de Cléry-sur-Somme | Détails | Le statut officiel du blason reste à déterminer. |

### Personnalités liées à la commune
- Robert de Clari (Clari, à l'époque un hameau de Pernois, auj. Cléry-sur-Somme, vers 1170 – mort vers 1216), chroniqueur de La Conquête de Constantinople en ancien français (scripta picarde).
- Achile Baudry, (12 juin 1895, Compiègne - mort pour la France le 18 septembre 1916, Cléry-sur-Somme), canonnier, 34e régiment d'artillerie de campagne.
Citation à l'ordre de l'Armée no 133, avec mention : « Soldat intrépide et courageux, mort à son poste. »

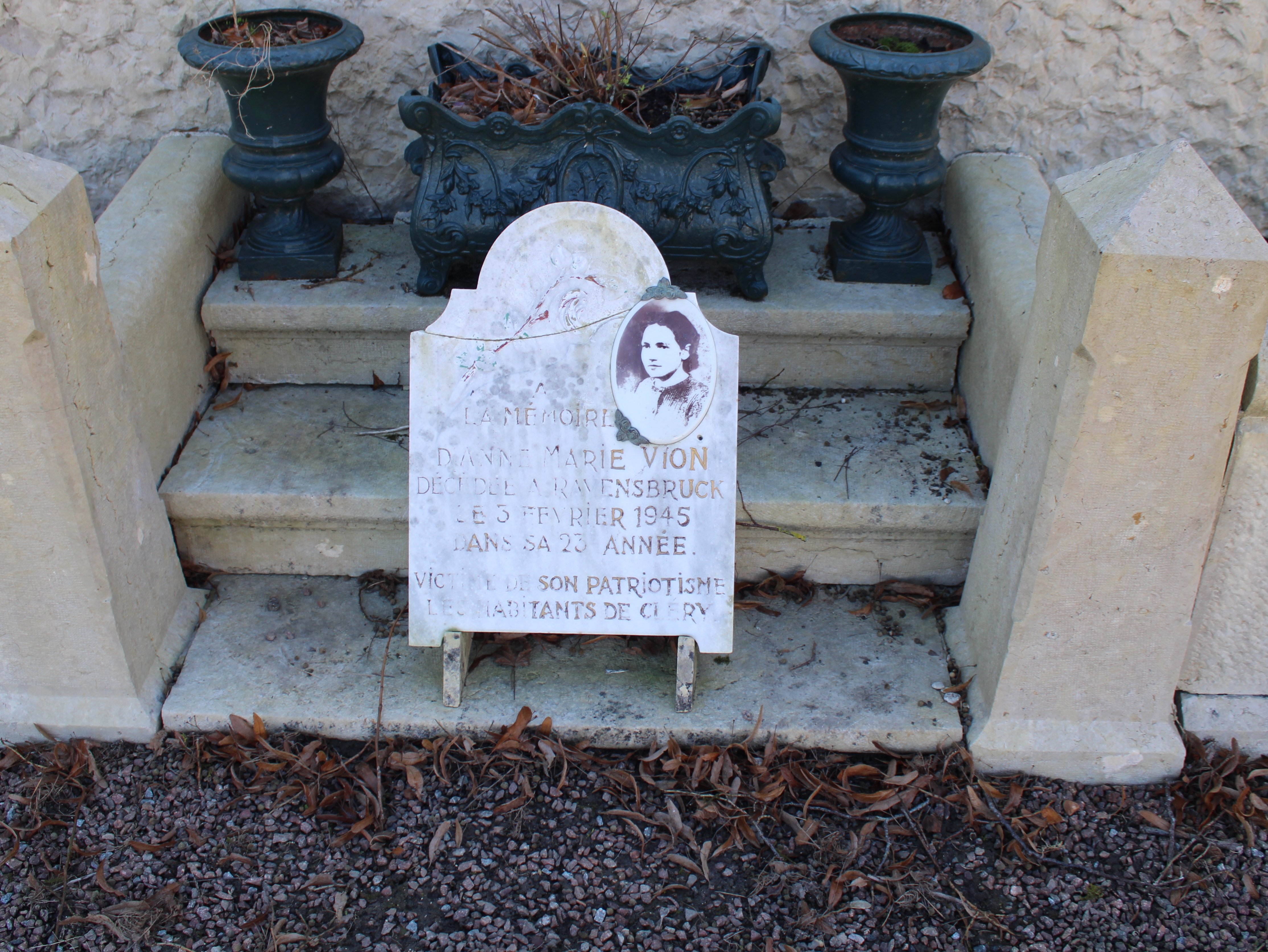
Plaque hommage à Anne-Marie Vion au pied du monument aux morts.

- Eudel-Louis-Henri Sonnet (Cléry-sur-Somme, 23 octobre 1854-), capitaine d'artillerie, chevalier de la Légion d'honneur (1923); conseiller municipal de Cléry, président-fondateur des syndicats agricoles de Péronne et de Cléry, membre du bureau de bienfaisance de Cléry et de la commission de la rivière de Somme (1901-1923); sauvetage de trois enfants à Cléry le 14 avril 1902 lors d'un incendie de maisons d'ouvriers, brûlures à la tête, lettre de félicitations du Préfet; articles divers dans journaux (agriculture, élevage et utilisation des chevaux) (Dossier Léonore, Légion d'honneur).
- Anne Marie Vion, (14 août 1922, Cléry-sur-Somme - 3 février 1945, Ravensbrück), résistante, arrêtée et décédée en déportation[42].
La médaille de la Résistance et la Croix de guerre avec palmes lui sont attribués par le 12 juillet 1963 décret du ministre des Armées. Une rue du village porte son nom[43].